# Coussay-les-Bois
Coussay-les-Bois est une commune du centre-ouest de la France, située dans le département de la Vienne en région Nouvelle-Aquitaine.
Ses habitants sont appelés les Coussayais.

## Géographie

### Localisation
Coussay-les-Bois est située à 16,5 km à l'est de Châtellerault, ville la plus porche, et 6 km à l'ouest de La Roche-Posay.

### Communes limitrophes
|                       | Mairé            | Lésigny        |
| Senillé-Saint-Sauveur | Coussay-les-Bois | La Roche-Posay |
|                       | Leigné-les-Bois  |                |

### Climat
Pour des articles plus généraux, voir Climat de la Nouvelle-Aquitaine et Climat de la Vienne.
Historiquement, la commune est exposée à un climat océanique du nord-ouest.  
En 2020, Météo-France publie une typologie des climats de la France métropolitaine dans laquelle la commune est exposée à un climat océanique altéré et est dans la région climatique  Poitou-Charentes, caractérisée par un bon ensoleillement, particulièrement en été et des vents modérés.
Pour la période 1971-2000, la température annuelle moyenne est de 11,5 °C, avec une amplitude thermique annuelle de 14,8 °C. Le cumul annuel moyen de précipitations est de 701 mm, avec 10,9 jours de précipitations en janvier et 6,4 jours en juillet. Pour la période 1991-2020, la température moyenne annuelle observée sur la station météorologique la plus proche, située sur la commune de Lésigny à 4,83 km à vol d'oiseau, est de 12,1 °C et le cumul annuel moyen de précipitations est de 743,3 mm,. Pour l'avenir, les paramètres climatiques de la commune estimés pour 2050 selon différents scénarios d’émission de gaz à effet de serre sont consultables sur un site dédié publié par Météo-France en novembre 2022.

## Urbanisme

### Typologie
Au 1er janvier 2024, Coussay-les-Bois est catégorisée commune rurale à habitat dispersé, selon la nouvelle grille communale de densité à sept niveaux définie par l'Insee en 2022.
Elle est située hors unité urbaine. Par ailleurs la commune fait partie de l'aire d'attraction de Châtellerault, dont elle est une commune de la couronne,. Cette aire, qui regroupe 44 communes, est catégorisée dans les aires de 50 000 à moins de 200 000 habitants,.

### Occupation des sols

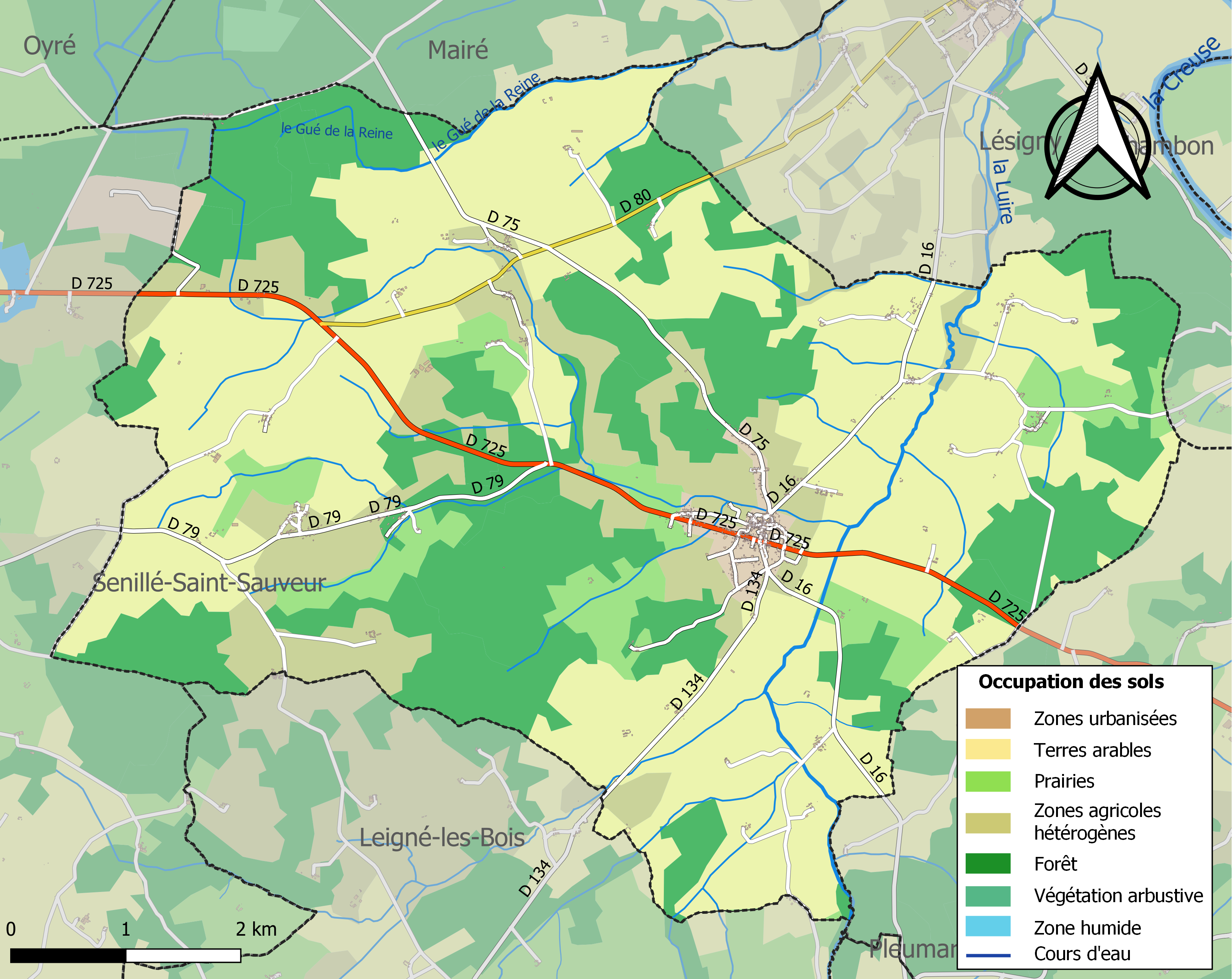
Carte des infrastructures et de l'occupation des sols de la commune en 2018 (CLC).

L'occupation des sols de la commune, telle qu'elle ressort de la base de données européenne d’occupation biophysique des sols Corine Land Cover (CLC), est marquée par l'importance des territoires agricoles (67,6 % en 2018), en diminution par rapport à 1990 (68,8 %). La répartition détaillée en 2018 est la suivante : 
terres arables (47,8 %), forêts (31 %), zones agricoles hétérogènes (13 %), prairies (6,8 %), zones urbanisées (1,3 %), mines, décharges et chantiers (0,1 %).
L'IGN met par ailleurs à disposition un outil en ligne permettant de comparer l’évolution dans le temps de l’occupation des sols de la commune (ou de territoires à des échelles différentes). Plusieurs époques sont accessibles sous forme de cartes ou photos aériennes : la carte de Cassini (XVIIIe siècle), la carte d'état-major (1820-1866) et la période actuelle (1950 à aujourd'hui).

### Risques majeurs
Le territoire de la commune de Coussay-les-Bois est vulnérable à différents aléas naturels : météorologiques (tempête, orage, neige, grand froid, canicule ou sécheresse), inondations, feux de forêts, mouvements de terrains et séisme (sismicité modérée). Il est également exposé à un risque technologique,  le transport de matières dangereuses. Un site publié par le BRGM permet d'évaluer simplement et rapidement les risques d'un bien localisé soit par son adresse soit par le numéro de sa parcelle.

#### Risques naturels
Certaines parties du territoire communal sont susceptibles d’être affectées par le risque d’inondation par débordement de cours d'eau, notamment la Luire. La commune a été reconnue en état de catastrophe naturelle au titre des dommages causés par les inondations et coulées de boue survenues en 1982, 1983, 1991, 1993, 1999, 2001, 2008 et 2010,.
Coussay-les-Bois est exposée au risque de feu de forêt. En 2014, le deuxième plan départemental de protection des forêts contre les incendies (PDPFCI) a été adopté pour la période 2015-2024. Les obligations légales de débroussaillement dans le département sont définies dans un arrêté préfectoral du 29 mai 2015,, celles relatives à l'emploi du feu et au brûlage des déchets verts le sont dans un arrêté permanent du 24 mai 2015,.

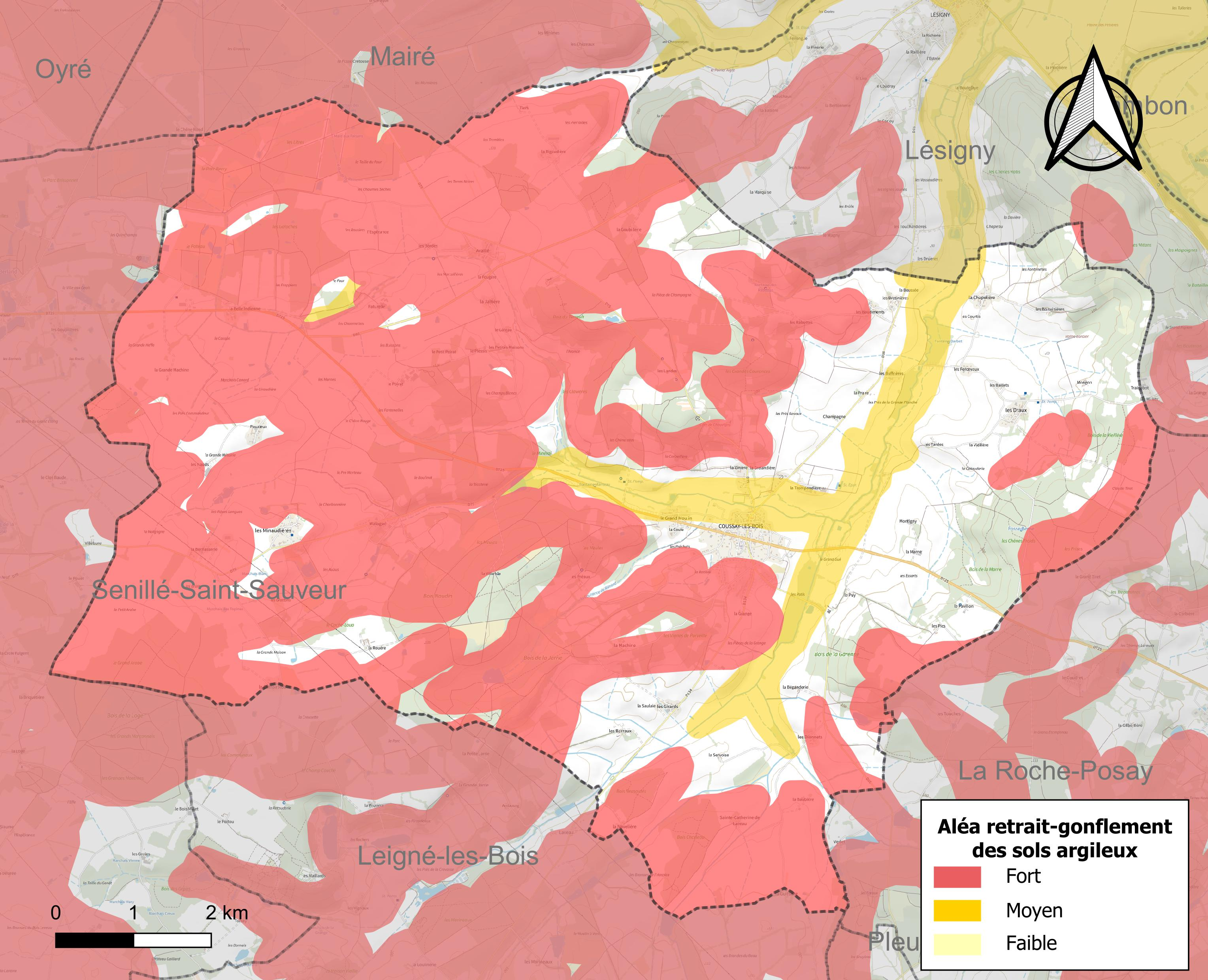
Carte des zones d'aléa retrait-gonflement des sols argileux de Coussay-les-Bois.

Les mouvements de terrains susceptibles de se produire sur la commune sont des tassements différentiels. Le retrait-gonflement des sols argileux est susceptible d'engendrer des dommages importants aux bâtiments en cas d’alternance de périodes de sécheresse et de pluie. 72,7 % de la superficie communale est en aléa moyen ou fort (79,5 % au niveau départemental et 48,5 % au niveau national). Depuis le 1er octobre 2020, en application de la loi ÉLAN, différentes contraintes s'imposent aux vendeurs, maîtres d'ouvrages ou constructeurs de biens situés dans une zone classée en aléa moyen ou fort,.
La commune a été reconnue en état de catastrophe naturelle au titre des dommages causés par la sécheresse en 1991, 2016 et 2017 et par des mouvements de terrain en 1999 et 2010.

## Toponymie
Le nom du bourg pourrait provenir de l’anthroponyme gallo-romain Cossius avec le suffixe latin de propriété -acum devenu -ec  puis - ay  et signifiant  domaine de.

## Histoire
Le 20 juin 1944, trois membres du maquis Le Chouan sont fusillés par les SS en représailles contre une attaque d’un convoi allemand. Un odonyme local (« Place du 20-Juin-1944 ») rappelle cet événement.
Le 9 septembre suivant, ce sont 17 soldats allemands qui sont exécutés sommairement,.

## Politique et administration

### Liste des maires
| Période    | Période   | Identité                  | Étiquette | Qualité                     |
| ---------- | --------- | ------------------------- | --------- | --------------------------- |
| 1793       | 1795      | Louis Jean François DOURY |           |                             |
| 1795       | 1803      | Théophile Pierre CHAUROY  |           | Notaire                     |
| 1803       | 1805      | Louis Jean François DOURY |           |                             |
| 1805       | 1830      | Charles COUDRIN           |           | Cultivateur                 |
| 1830       | 1833      | Joseph BIGEAULT           |           | Propriétaire                |
| 1833       | 1835      | Louis LEFEBVRE            |           |                             |
| 1836       | 1840      | Claude RENAULT-PÂRIS      |           |                             |
| 1841       | 1847      | Joseph René CHICHEREAU    |           |                             |
| 1848       | 1852      | Augustin FRAPPIER         |           | Cultivateur et propriétaire |
| 1852       | 1876      | Placide Théophile CHAUROY |           | Cultivateur et propriétaire |
| 1876       | 1877      | Eugène PRIMAULT           |           |                             |
| 1878       |           | Joseph GEORGET            |           |                             |
| mars 2001  | mars 2023 | Michel FAVREAU            | DVG       |                             |
| avril 2023 | En cours  | Élisabeth MICHEL          |           |                             |

### Instances judiciaires et administratives
La commune relève du tribunal d'instance de Poitiers, du tribunal de grande instance de Poitiers, de la cour d'appel Poitiers, du tribunal pour enfants de Poitiers, du conseil de prud'hommes de Poitiers, du tribunal de commerce de Poitiers, du tribunal administratif de Poitiers et de la cour administrative d'appel  de  Bordeaux,  du tribunal des pensions de Poitiers, du tribunal des affaires de la Sécurité sociale de la Vienne, de la cour d’assises de la Vienne.

### Services publics
Les réformes successives de La Poste ont conduit à la fermeture de nombreux bureaux de poste ou à leur transformation en simple relais. Toutefois, la commune a pu maintenir le sien.

## Démographie
L'évolution du nombre d'habitants est connue à travers les recensements de la population effectués dans la commune depuis 1793. Pour les communes de moins de 10 000 habitants, une enquête de recensement portant sur toute la population est réalisée tous les cinq ans, les populations de référence des années intermédiaires étant quant à elles estimées par interpolation ou extrapolation. Pour la commune, le premier recensement exhaustif entrant dans le cadre du nouveau dispositif a été réalisé en 2005.

En 2022, la commune comptait 913 habitants, en évolution de −8,43 % par rapport à 2016 (Vienne : +0,6 %, France hors Mayotte : +2,11 %).
| 1793  | 1800  | 1806 | 1821  | 1831  | 1836  | 1841  | 1846  | 1851  |
| ----- | ----- | ---- | ----- | ----- | ----- | ----- | ----- | ----- |
| 1 170 | 1 010 | 998  | 1 203 | 1 310 | 1 449 | 1 373 | 1 457 | 1 374 |

| 1856  | 1861  | 1866  | 1872  | 1876  | 1881  | 1886  | 1891  | 1896  |
| ----- | ----- | ----- | ----- | ----- | ----- | ----- | ----- | ----- |
| 1 414 | 1 427 | 1 402 | 1 214 | 1 189 | 1 141 | 1 120 | 1 114 | 1 074 |

| 1901  | 1906  | 1911  | 1921  | 1926 | 1931 | 1936 | 1946 | 1954 |
| ----- | ----- | ----- | ----- | ---- | ---- | ---- | ---- | ---- |
| 1 017 | 1 079 | 1 096 | 1 004 | 985  | 944  | 965  | 953  | 942  |

| 1962 | 1968 | 1975 | 1982 | 1990 | 1999 | 2005 | 2006 | 2010 |
| ---- | ---- | ---- | ---- | ---- | ---- | ---- | ---- | ---- |
| 869  | 830  | 752  | 787  | 779  | 803  | 819  | 819  | 903  |

| 2015 | 2020 | 2022 | - | - | - | - | - | - |
| ---- | ---- | ---- | - | - | - | - | - | - |
| 999  | 929  | 913  | - | - | - | - | - | - |

En 2008, selon l’Insee, la densité de population de la commune était de 20 hab./km2 contre 61 hab./km2 pour le département, 68 hab./km2 pour la région Poitou-Charentes et 115 hab./km2 pour la France.

## Économie

### Agriculture
Selon la Direction régionale de l'Alimentation, de l'Agriculture et de la Forêt de Poitou-Charentes, il n'y a plus que 19 exploitations agricoles en 2010 contre 40 en 2000.
Les surfaces agricoles utilisées ont diminué et sont passées de 1 945 hectares en 2000 à 1 647 hectares en 2010. 40 % sont destinées à la culture des céréales (blé tendre essentiellement mais aussi un peu d'orge et de maïs), 16 % pour les oléagineux (colza et tournesol), 14 % pour le fourrage et 21 % reste en herbes. En 2010,2 hectares (4 hectares en 2000) sont consacrés à la vigne.
7 exploitations en 2010 (contre 8 en 2000) abritent un élevage de bovins (601 têtes en 2010 contre 371 têtes en 2000). 5 exploitations en 2010 (contre 9 en 2000) abritent un élevage d'ovins (762 têtes en 2010 contre 447 têtes en 2000). Les élevages de chèvres et de volailles ont disparu en 2010 (respectivement: 188 têtes sur 5 fermes en 2000 et 178 têtes sur 4 exploitations).

### Développement durable
La commune accueille l'un des 11 centres de compostage des déchets organiques du département. Le tonnage annuel est de  800 tonnes alors que pour l'ensemble des équipements du département, il est de 175 050 tonnes.

## Culture locale et patrimoine

### Lieux et monuments

#### Vestiges préhistoriques et antiques
- Vestiges gallo-romains aux Châtelliers.

#### Architecture civile
- Château de La Vervolière XVe siècle est classé comme monument historique en 1920. Il appartenait aux du Plessis, ancêtres du cardinal de Richelieu. C'est un bel ensemble avec dans la cour, une remarquable porte de style gothique flamboyant, aux sculptures très fouillées.
- Château de La Grelandière XIXe siècle.
- Château du Turrault XIXe siècle.

#### Architecture sacrée

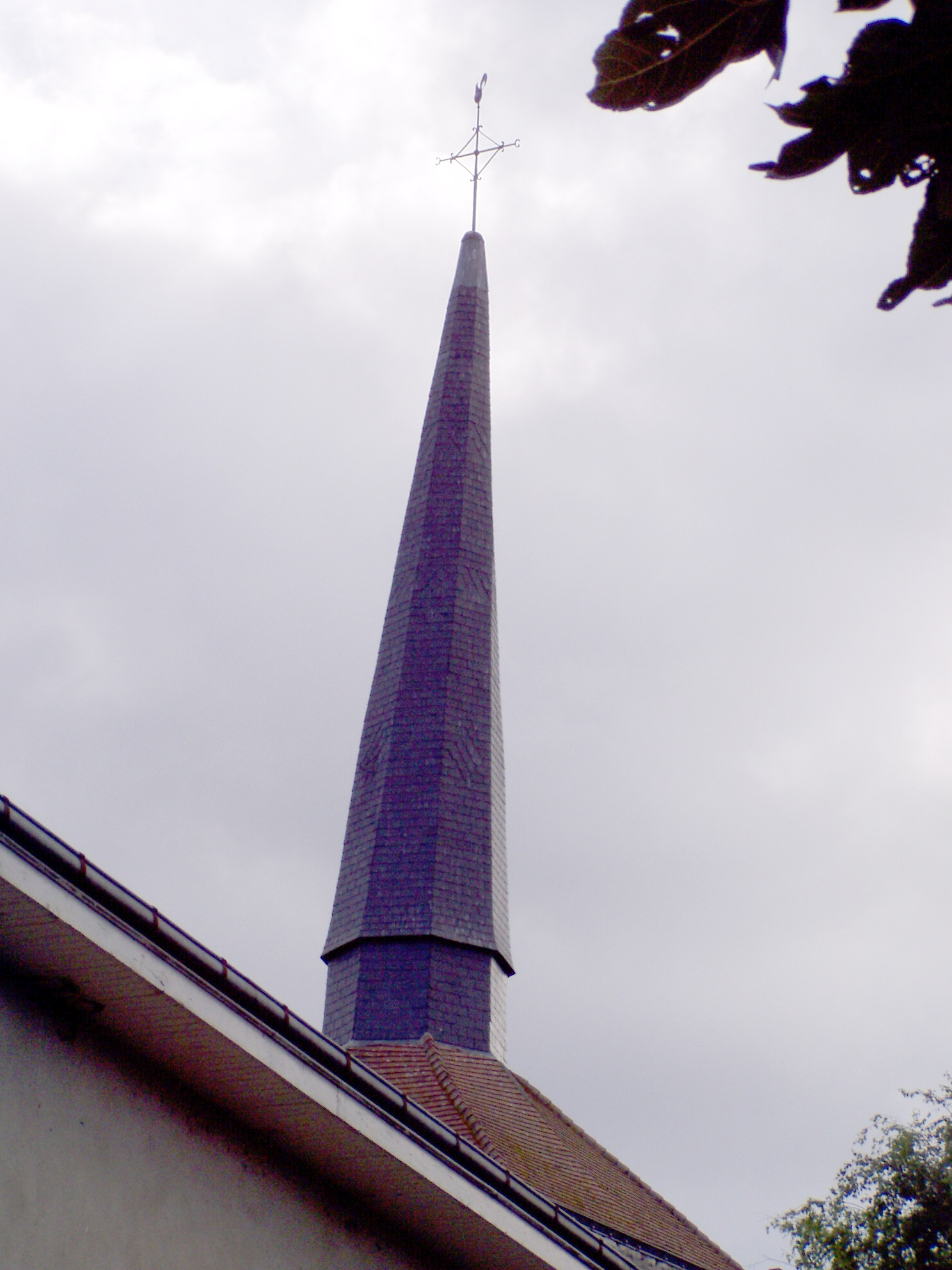
le clocher de l'église Saint-Martin

- Église Saint-Martin date de la fin du XIe siècle est inscrite comme monument historique depuis 1951[35]. Elle fut la première église du village. Elle a été construite en 1099. Elle fut ensuite vendue comme bien national et fut intégrée au couvent de l'adoration perpétuelle de 1835 à 1948. Celui-ci devint propriété de la ville de Clamart qui en fit un centre de vacances jusqu'en 2001. Elle est actuellement propriété de la commune de Coussay-les-Bois. Elle possède un clocher tors. L'église est dédiée à saint Martin comme à peu près 4 000 autres édifices en France et (8 000 en Italie). Saint Martin était très populaire au Moyen Âge.
- Église Notre-Dame est classée comme monument historique depuis 1914[36]. Elle est de style roman du XIIe siècle et du XVe siècle. L'église est originale par les coupoles qui couvrent la nef. C'est un bel édifice construit dans le matériau local : le tuffeau. L'église présente un plan basilical courant, composé d'une nef unique munie d'un transept peu saillant et d'un chœur à chevet plat du XVe siècle. Beau tableau représentant le Repos de la Sainte Famille, datant du XVIIIe siècle. sculptures romanes de Denis et de son atelier
- Ancien couvent de l'ordre du Sacré-Cœur-de-Picpus : chapelle en partie du XIIe siècle.
- Chapelle ogivale du château de la Vervolière.

### Articles de Wikipédia
- Anciennes communes de la Vienne
- Liste des communes de la Vienne